# Машаба, Херман
Херман Машаба (англ. Herman Mashaba; род. 26 августа 1959, Hammanskraal, Гаутенг) — южноафриканский предприниматель, государственный и политический деятель. Действующий председатель партии ActionSA, которую он основал 29 августа 2020 года. С 2016 по 2019 год был мэром Йоханнесбурга. Является основателем компании по производству продуктов для волос «Чёрный, как я». Известен в ЮАР своей биографией: вырос, борясь с бедностью и правительством апартеида; открыл свой собственный бизнес по уходу за волосами, который стал крупнейшим брендом этой сферы в ЮАР, сделав его миллионером. Публично поддержал Ммьюзи Мейман в гонке за лидерство в Демократическом альянсе. Написал автобиографию «Черный, как ты», а также мемуары «Случайный мэр». Либертарианец и «капиталистический крестоносец», высшей ценностью которого является «индивидуальная свобода».
22 августа 2016 года был избран мэром Йоханнесбурга на первом заседании городского совета после общенациональных выборов в местные органы власти. Объявил об отставке 21 октября 2019 года и покинул свою должность 27 ноября 2019 года.
Создав новую партию, объявил, что снова будет баллотироваться на должность мэра Йоханнесбурга на муниципальных выборах 2021 года, на этот раз в качестве кандидата от ActionSA.

## Ранний период жизни
Вырос в бедности в ГаРамотсе в Хамманскраале, к северу от Претории, в то время как их мать работала, чтобы обеспечить семью. Его старший брат бросил школу в 15 лет, работая на низкооплачиваемой работе. Херман Машаба сделал вывод, что получение образования будет иметь для него решающее значение, чтобы вырваться из бедности. Окончил среднюю школу, но не получил высшего образования.
В молодости купил машину, даже не получив водительских прав. Работал продавцом. Стал продавать африканские средства по уходу за волосами «SuperKurl» и стал их основным дистрибьютером. Вскоре понял, что ему нравится эта работа и что он не хочет быть просто наёмным работником.
Компания «Чёрный, как я» начала работу в День святого Валентина в 1985 году на ссуду в размере 30 000 рэндов от его друга, бизнесмена Уолтера Дубе.
Также любит музыку: после пяти лет тайных занятий он проявил себя как пианист.

## Политическая деятельность
С 2012 по май 2014 года был председателем Фонда свободного рынка. Ушел со своей должности, когда стал членом Демократического альянса, сославшись на необходимость того, чтобы Фонд свободного рынка оставался политически беспристрастным.
В декабре 2015 года объявил, что станет кандидатом в мэры городского округа Йоханнесбурга от Демократического альянса на выборах в местные органы власти 2016 года. Другим возможным кандидатом от Демократического альянса был Рабелани Дагада.

### Мэр Йоханнесбурга
На муниципальных выборах 3 августа 2016 года правящая партия Африканский национальный конгресс потеряла большинство в Йоханнесбурге, набрав всего 44,12 % голосов, а Демократический альянс — 38,33 %. Демократический альянс вступил в переговоры с «Борцами за экономическую свободу», чтобы сформировать коалицию. Хотя «Борцы за экономическую свободу» отклонили предложение создать коалицию, они согласились, что будут голосовать за Хермана Машабу на должность мэра Йоханнесбурга.
22 августа 2016 года был приведен к присяге в качестве члена городского совета Йоханнесбурга. Позже в тот же день был приведен к присяге в должности мэра Йоханнесбурга, став первым мэром Йоханнесбурга, не входящим в АНК, с 1994 года. 21 октября 2019 года объявил о своей отставке с должности мэра из-за разногласий с руководством партии Демократический альянса. Отставка вступила в силу 27 ноября 2019 года.

### Трудовое право
Охарактеризовал трудовые законы АНК после окончания апартеида как «драконовские».
Подал иск в Конституционный суд от имени Фонда свободного рынка, утверждая, что статья 32 Закона о трудовых отношениях является неконституционной. Фонд свободного рынка утверждал, что процесс переговорного совета снижает конкуренцию, поскольку малые предприятия могут быть не в состоянии позволить себе более высокую заработную плату, согласованную между крупными предприятиями и профсоюзами, что ещё больше способствует росту безработицы в ЮАР.

### Пост-мэрская карьера
Запустил приложение The People’s Dialogue, средство для общения с простыми южноафриканцами и обсуждения социальных и гражданских вопросов, которое было запущено 6 декабря 2019 года и закрыто 29 февраля 2020 года.
Рассмотрев возможность баллотироваться на должность мэра Йоханнесбурга от другой партии. 29 августа 2020 года создал новую политическую партию ActionSA. В феврале 2022 года раскритиковал правящую партию АНК за отказ разорвать отношения с Россией.

## Прочее

### Обвинения в ксенофобии
Сделал множество публичных комментариев и действий, которые были сочтены ксенофобными, они были связаны с ксенофобскими нападениями и антииммигрантскими настроениями. Сказал, что ЮАР «не за что извиняться» в связи с насилием на почве ксенофобии, имевшим место во время его пребывания на должности мэра Йоханнесбурга. По некоторым сообщениям СМИ, он оставил ксенофобское наследие несмотря на то, что посещал программу повышения осведомленности о разнообразии, проводимую Комиссией по правам человека.

### Поддержка смертной казни
Поддерживает повторное введение смертной казни в ЮАР, но только за изнасилование и убийство.